# Woldegker Straße (Neubrandenburg)

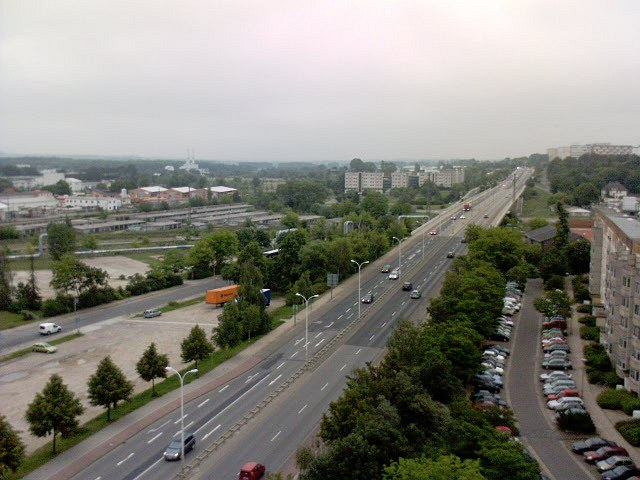
Woldegker Straße höhe Kreuzung Tilly-Schanzen-Straße

Die Woldegker Straße ist eine Innerortsstraße in der Stadt Neubrandenburg in Mecklenburg-Vorpommern. Sie mündet stadteinwärts in den Friedrich-Engels-Ring und verläuft stadtauswärts in Richtung Bundesautobahn 20.
Sie verläuft größtenteils in jede Richtung zweispurig, zwischen Einsteinstraße und Küssow jedoch einspurig. 